# Владимир Јововић
Владимир Јововић (Никшић, 26. октобар 1994) је црногорски фудбалер. Игра на позицији офанзивног везисте.

## Каријера
Јововић је за Сутјеску дебитовао 2011. године са 17 година. Био је један од најмлађих страртера у шампионској генерацији Сутјеске у сезони 2012/13. На утакмици квалификација за Лигу шампиона у сезони 2013/14. против молдавског представника Шерифа из Тираспоља забележио је асистенцију. Марта 2015. године у поразу од 0:3 против Будућности посвађао се са фудбалером Будућности Милошем Нововићем после чега је напао и судију. Због инцидента кажњен је поред црвеног картона и суспензијом у трајању од шест месеци.
У августу 2015. је потписао уговор са Црвеном звездом. Наступио је на само једној званичној утакмици за Црвену звезду, 2. децембра 2015. у поразу од чачанског Борца (1:5) на Маракани у осмини финала Купа Србије. Остатак уговора је провео на позајмицама. Био је прво у ОФК Београду, па у крушевачком Напретку и на крају у суботичком Спартаку. Лета 2017. је потписао за чешки Јаблонец. Провео је четири године у Јаблонецу након чега се у септембру 2021. вратио у Сутјеску.

## Трофеји
Сутјеска Никшић
- Првенство Црне Горе (2) : 2012/13, 2013/14.